# Нестор Шуфрич
Нестор Иванович Шуфрич (Ужгород, 29. децембар 1966) је украјински историчар, педагог, инжењер, економиста и политичар. Кандидат је економских наука и народни депутат Врховне раде Украјине. У два мандата је био министар за ванредне ситуације Украјине (2006−2007, 2010), а био је и заменик секретара Савета националне безбедности и одбране Украјине.
Шуфрич је српског порекла, потомак српских граничара који су се у 18. веку одселили у Русију и населили области Нову Сербију и Славјаносербију.
У политичком животу је познат као агресиван, јер се најмање 8 пута потукао са политичким опонентима пред телевизијским камерама.
Припадници Територијалне одбране Украјине су га ухапсили 4. марта 2022. године, због покушаја да фотографише контролни пункт.

## Одликовања
- Орден Аутономне Републике Крим "За верну службу" (2007)
- Орден за заслуге II степена (2004);
- Орден за заслуге III степена (2002).